# Ан-22
Ан-22 «Анте́й» («изделие 100», по кодификации НАТО: Cock — «Петух») — советский тяжёлый турбовинтовой транспортный самолёт, первый в мире широкофюзеляжный и самый большой в мире турбовинтовой самолёт.
Предназначен для перевозки на большие расстояния тяжёлого и крупногабаритного вооружения, военной техники и войск, а также для десантирования парашютным и посадочным способами воздушных десантов. Первый полёт выполнил в 1965 году. Серийно произведено 69 экземпляров, включая два для прочностных испытаний. Использовался в ВВС СССР, ВВС России, а также в украинской авиакомпании «Antonov Airlines». 

## История создания
Работы по самолёту Ан-22 (в то время «изделие 100») начались в 1960 году, в конструкторском бюро Олега Константиновича Антонова. Возглавил их заместитель главного конструктора А. Я. Белолипецкий. Грузовая кабина проектировалась с учётом всей имеющейся в государстве военной и гражданской техники массой до 50 тонн. Чтобы снизить кренящий момент при отклонении руля, было применено двухкилевое оперение. Для возможности эксплуатации с грунтовых аэродромов применено многоколёсное шасси с пневматиками низкого давления. Созданием силовой конструкции самолёта руководил В. З. Брагилевский. Самолёт планировалось оснастить четырьмя турбовинтовыми двигателями НК-12МВ с винтами АВ-90 диаметром 6,2 метра. Двигатели развивали суммарную мощность 60000 лошадиных сил. При нормальной эксплуатации в грузовой кабине Ан–22 можно было перевозить 80 тонн груза.
В августе 1961 года состоялось заседание макетной комиссии по «изделию 100». В 1963 году началось изготовление первого прототипа, который был готов к лету 1964 года. 18 августа 1964 года состоялась передача первой машины на лётные испытания. С этого момента новый самолёт получил обозначение Ан-22 или «Антей». В связи с тем, что новые винты ещё не были достаточно испытаны, первый самолёт оснастили винтами АВ-60.
Первый полёт Ан-22 совершил 27 февраля 1965 года с аэродрома Киевского авиазавода Святошино на военный аэродром в г. Узин Киевской области. В кабине находился экипаж в составе командира Ю. В. Курлина, второго пилота В. И. Терского, штурмана П. В. Кошкина, бортинженера В. М. Воротникова, бортэлектрика М. П. Раченко, бортрадиста Н. Ф. Дробышева и ведущего инженера по испытаниям В. Н. Шаталова. Первая публичная демонстрация самолёта состоялась 15 июня 1965 года на авиасалоне в Ле Бурже.
Ведущие испытатели Ан-22:
- Генерал-майор авиации С. Г. Дедух,
- Полковник-инженер И. М. Панков,
- Полковник-инженер М. П. Ищеев.

Серийное производство Ан-22 было организовано на Ташкентском авиазаводе. С ноября 1965 по январь 1976 года было выпущено 68 «Антеев», включая планер для статиспытаний, из них 28 — в варианте Ан-22А. Первые «Антеи» стали поступать в ВВС в январе 1969 года. Производство Ан-22 было прекращено в пользу расширения производства новейшего в то время турбореактивного военно-транспортного самолёта Ил-76, которое развернулось на Ташкентском авиазаводе в начале 1970-х годов. Турбовинтовые двигатели стали считаться устаревшими и более сложными в обслуживании и ремонте.

### Название
Гигантский военно-транспортный самолёт Ан-22 получил название «Антей» в честь непобедимого великана из греческой мифологии — Антея. Антей был сыном богини земли Геи и мог бесконечно получать новые силы от соприкосновения с землёй и поэтому никогда не уставал. Однако название «Антей» для самолёта не очень подходящее, так как, когда Геракл боролся с великаном Антеем и отрывал его от земли, поднимая высоко в воздух, силы Антея быстро иссякали. Благодаря этому Геракл смог его убить. Двусмысленность этой ситуации также заключалась в том, греческое имя Геракл или Геркулес — в древнеримской адаптации — название, данное американскому военно-транспортному самолёту Lockheed C-130 Hercules.
Академик И. Н. Фридляндер, принимавший участие в создании самолёта, в своих воспоминаниях объяснял название для самолёта тем, что самолёт приобретал энергию от земли, наполняя свои баки горючим.

## Конструкция
Аэродинамическая схема: четырёхмоторный турбовинтовой высокоплан с двухкилевым оперением и хвостовым грузовым люком.
Штатная численность лётного экипажа:
- командир корабля
- помощник командира корабля
- штурман корабля
- бортовой инженер корабля
- старший бортовой техник по авиационному оборудованию
- старший бортовой техник по десантно-транспортному оборудованию
- старший воздушный радист

### Фюзеляж
Силовая конструкция фюзеляжа состоит из силового каркаса стрингеров, шпангоутов, балок и работающей обшивки.
Элементы конструкции выполнены из алюминиевых сплавов Д-16 и АК6. Высоконагруженные крупногабаритные цельноштампованные детали силовой центральной части фюзеляжа, порог грузового пола и ряд других деталей выполнены из сплава В93. Настил пола грузовой кабины выполнен из титанового сплава. В конструкции самолёта применены также различные марки сталей и магниевый сплав МЛ5. Стрингеры соединены с обшивкой точечной электросваркой с подслоем клея К-4С. Для герметизации стыков применён герметик УЗОМЭС-5.
Фюзеляж состоит из четырёх отъёмных частей — носовой Ф-1 (шп. № 1-14), средней Ф-2 (шп. № 14-59), хвостовой Ф-3 (шп. № 59-100) и законцовки (шп. № 100—108). Диаметр фюзеляжа — 6 метров. На центральной части фюзеляжа между шпангоутами 39-49 установлен центроплан крыла. Снизу к шпангоутам 39, 44, 49 крепятся стойки главных ног шасси. Сверху на фюзеляже между шпангоутами 95-100 установлен центроплан стабилизатора. В продольном наборе 126 стрингеров и балок.
Носовой отсек Ф-1 представляет собой самостоятельную гермокабину с избыточным давлением воздуха 0,4 кгс/см². В нём расположена двухпалубная кабина экипажа. На нижней палубе в носовой части расположена кабина штурмана, а за ней два кубрика пассажирской кабины. На верхней палубе в носовой части расположена кабина остальных членов экипажа, а за ней третий кубрик пассажирской кабины (всего для 21 человека сопровождающих груз). Аварийное покидание самолёта экипажем осуществляется через наклонный тоннель на левом борту кабины. Между шп. № 8-14 снизу находится отсек передней опоры шасси.
Средний отсек Ф-2 также герметичный, в нём находится грузовая кабина под избыточным давлением 0,25 кгс/см². Грузовой пол с рифлёным настилом, выполненным из титанового сплава. Снаружи грузовой кабины вдоль бортов между шп. № 26-70 расположены обтекатели основных опор шасси. Кроме стоек шасси, в обтекателях находится часть оборудования самолёта, 6 мягких топливных баков нулевой очереди выработки топлива и входные коридоры с дверьми.
Хвостовой отсек Ф-3. Он включает часть грузовой кабины (шп. № 59-63), грузолюк (шп. № 63-95) и негерметичный отсек между шп. № 95-100. В стенке 95-го гермошпангоута имеется люк для прохода в негерметичную зону. Люк закрывается рампой, подвешенной на шп. № 63, и задней створкой с навеской по шп. № 95. При открытию люка рампа опускается вниз, а створка поднимается вверх, при этом монорельсы, установленные на внешней стороне створки, состыковываются с монорельсами в грузовой кабине. Рампа может опускаться на разные углы, обеспечивая удобство погрузки с земли или с борта различного транспорта.
Четвёртый негерметичный отсек образует хвостовую законцовку фюзеляжа. В верхней панели законцовки имеется эксплуатационный люк для выхода на стабилизатор.

### Крыло
Крыло — трапециевидной формы в плане, кессонного типа, с углом установки +4°, угол поперечного V крыла до нервюры № 26 равен 0°, а за ней — −3°. Технологически крыло разделено на семь частей: центроплан, четыре средние и две отъёмные части. По всему размаху задней кромки отъёмной части располагается элерон с серворулями и сервокомпенсаторами. Весь размах задней кромки средней части занимает двухщелевой закрылок с дефлектором, угол отклонения 25° при взлёте, и 35° при посадке. Крыло состоит из трёх лонжеронов, в центроплане и средних частях, и двух — в отъёмных частях, набора нервюр, верхних и нижних прессованных панелей. Средние части несут на себе двигатели.
В центроплане крыла размещаются 14 мягких топливных баков, в СЧК и ОЧК находятся баки-кессоны.

### Хвостовое оперение
Хвостовое оперение — свободнонесущее, состоит из стабилизатора с рулём высоты и двух килей с рулями направления. Силовой набор стабилизатора и каждого киля состоит из двух лонжеронов, нервюр и панелей. Руль высоты и каждый руль направления — однолонжеронные с нервюрами и химически фрезерованной обшивкой, имеют серворули.

### Шасси
Шасси самолёта — семиопорное: 6 главных опор с индивидуальным приводом каждой и одна носовая. Колея шасси — 6,7 метра, база шасси — 17,27 метра. Силовые детали шасси выполнены из стали 30ХГСНА и сплава В93.
На передней стойке установлена пара управляемых тормозных колёс КТ-131 (1450x580 мм), с механизмом поворота на угол до 35° в каждую сторону при рулении по аэродрому и на угол 10° в каждую сторону при взлётно-посадочном управлении, с двумя парами демпферов-стабилизаторов. Передняя стойка убирается в отсек против полёта.
Каждая главная опора состоит из трёх двухколёсных стоек, стоящих друг за другом, с рычажной подвеской двух тормозных колёс типа КТ-130 (1750x730 мм) на каждой стойке, амортизаторов, гидроцилиндров уборки и выпуска шасси.
Все колёса самолёта высокопрофильные, низкого давления, с давлением в пневматиках 5 кгс/см², что позволяет эксплуатировать самолёт с грунтовых аэродромов. Ранее стояли более тяжёлые колёса с грунтовым протектором типа КТ-109 и КТ-110, но они в процессе эксплуатации были заменены вместе с барабанами по доработке, ввиду того, что самолёты регулярно «разувались» при посадке.
На Ан-22 предусмотрен не только одновременный, но и раздельный выпуск/уборка основных стоек шасси. При отказе гидросистемы используется система ручных насосов.
Благодаря наличию трёх стоек шасси с каждой стороны, на Ан-22 возможна замена колёс шасси, замена или подзарядка амортизаторов азотом без вывешивания самолёта на гидроподъёмниках.

### Силовая установка
Силовая установка состоит из четырёх турбовинтовых двигателей НК-12МА с воздушными винтами АВ-90. Мощность каждого двигателя на взлётном режиме — 15000 л. с.
Двигатели установлены в мотогондолах на крыле. За счёт автоматического изменения шага винта весь полёт поддерживаются постоянные обороты двигателя 8325+25 об/мин.
Масляная система каждого двигателя имеет бак ёмкостью 198 литров. Моторное масло типа МН-7,5 либо маслосмесь.
Раскрутка двигателя при запуске на самолётах 1-4 серий производится турбостартером ТС-12МА, на самолётах серий 5-7 установлен воздушный стартер ВС-12, работающий на отбираемом от ВСУ воздухе.
На двигателе установлена собственная противообледенительная система. Датчик обледенения типа СО-4А. Горячим воздухом от 14-й ступени компрессора двигателя обогревается кок ВНА. Переменным электротоком обогреваются передние кромки лопастей и кок винта. Мощность нагревательного элемента одной лопасти составляет порядка 2 кВт.
Воздушный винт
Ан-22 оснащён соосными четырёхлопастными сдвоенными воздушными винтами АВ-90, произведёнными ОАО «НПП „Аэросила“» (Ступино). Диаметр винтов 6,2 м. Передний винт вращается против часовой стрелки, а задний — по часовой. Винты оснащены гидравлическими регуляторами шага винта типа Р-90 и электрогидравлической системой флюгирования, работающей как в автоматическом, так и в ручном режимах.

### Вспомогательная силовая установка
На самолётах по 4-ю серию в качестве автономного энергоузла применяется газотурбинный двигатель ТА-4ФЕ, с генератором постоянного тока ГС-24МТВ. На самолётах 5-7 серии установлено по два двигателя ТА-6А1.

### Топливная система
Состоит из 20 мягких баков (14 центропланных баков и по 3 бака в обтекателях шасси) и 10 крыльевых баков-отсеков. Топливо вырабатывается в четыре очереди расхода: нулевую, первую, вторую и третью. Установлена комплексная система программного управления расходом топлива и измерения запаса топлива СПУТ2-2БТ. В качестве топлива возможно использование керосина ТС, РТ, Т-1 и Т-2 в любых сочетаниях, а также их смеси. Полная ёмкость топливной системы — 127619 л.

### Гидравлическая система
На самолёте три гидросистемы: левая, правая и вспомогательная. Рабочая жидкость типа АМГ-10.
Левая и правая система имеют общий гидробак с перегородкой на 92 литра. В бак подаётся воздух наддува, отбираемый от 9-й ступени компрессоров двигателей.
Рабочее давление 210 кгс/см². В левой системе давление создаётся насосной станцией НС-19, которая включается периодически при падении до 160±7 кгс/см². В системе имеется два гидроаккумулятора: один поддерживает давление в системе, когда насосная станция выключена, другой питает сеть торможения колёс (стояночный тормоз), сеть управления аварийным люком экипажа и сеть аварийного включения золотников флюгирования винтов и останова двигателей.
Правая гидросистема обеспечивает выпуск и уборку шасси, выпуск и уборку закрылков, открытие и закрытие рампы и задней створки грузолюка, автоматическую подзарядку гидроаккумулятора нижнего аварийного люка и сети аварийного торможения колёс. Давление обеспечивают две насосные станции НС-20, которые включаются одновременно с включением соответствующих потребителей (также можно включить станции принудительно).
Левая и правая система могут при необходимости закольцовываться, что создаёт взаимное резервирование. В аварийных случаях, при полной потере жидкости из гидробака, возможна работа левой системы на топливе, которое подаётся из топливной системы самолёта непосредственно во всасывающий трубопровод насосной станции НС-19.
На самолётах с 5 по 7 серии установлены более мощные насосные станции НС-26 и НС-30.
Также на самолёте установлена система ручных насосов (из двух насосов НР-01), предназначенная, главным образом, для технического обслуживания на земле, но в аварийной ситуации может использоваться и в полёте. От системы ручных насосов могут непосредственно выполняться следующие операции:
- зарядка гидроаккумулятора правой системы (аварийное торможение и открытие нижнего аварийного люка);
- заправка гидробака;
- выпуск и уборка закрылков;
- открытие и закрытие замков рампы и створки грузолюка;
- открытие и закрытие рампы и створки грузолюка.

Кроме всего прочего, на борту каждого самолёта имеется возимый запас масла АМГ-10 в четырёх стандартных жестяных банках на 20 литров.
Бустерная система состоит из двух независимых систем (правой и левой) и предназначена для питания гидроусилителей системы управления полётом. Левая система питается от насосов «агрегат 435Ф» на 1-м и 3-м двигателе, правая система — от однотипных насосов 2-го и 4-го двигателей. В каждой БГС установлена автономная электроприводная насосная станция НС-39 для питания гидроусилителей БУ-170ТД рулей направления.

### Управление
Управление самолётом двойное, смешанное. В фюзеляже проводка тросовая (КСАН-4,5), а в крыле и хвостовом оперении — жёсткая из дюралюминиевых тяг и стальных труб (из стали 30ХГСА). В систему управления рулями и элеронами включены необратимые двухкамерные гидроусилители (самолёты серии 1-4):
- один гидроусилитель БУ-170ТК руля высоты,
- один гидроусилитель БУ-190ТК элеронов,
- два гидроусилителя БУ-170ТД рулей направления.

На самолётах 5-7 серий установлены рулевые приводы РП-410Т.
Также в проводке управления установлены исполнительные органы системы автоматического регулирования усилий АРУ-10ТВ — автоматы загрузки с электромеханизмами триммерного эффекта, а также рулевые машины системы автоматического управления САУ-1Т.
Питание гидроусилителей рулей и элеронов осуществляется от двух независимых бустерных гидросистем (БГС), левой и правой. Гидроусилители рулей направления, кроме того, могут питаться в аварийном режиме от двух электроприводных насосных станций НС-39.
Предусмотрена возможность перехода на ручное серворулевое управление при отказе бустерной системы.
На земле рули самолёта фиксируются электродистанционной системой стопорения рулей. Это обеспечивается механизмами стопорения (на самолётах 1-4 серий) или рулевыми приводами (на самолётах 5-7 серий).

### Противопожарная система
На самолёте приняты меры по предотвращению пожара и его ликвидации.
В гондолах двигателей имеются экраны и противопожарные перегородки. ВСУ установлены в изолированных отсеках и защищены противопожарными перегородками. Также на самолёте установлено несколько комплектов систем сигнализации и автоматического пожаротушения:
Система ССП-2А сигнализирует о пожаре в гондолах двигателей и в отсеках ВСУ и НГ.
Система ССП-ФК сигнализирует о пожаре в топливных отсеках крыла и обтекателях шасси.
Система ССП-7 сигнализирует о пожаре внутри двигателей.
На самолётах 1-3 серии было установлено 11 баллонов ОС-8НФ с пламягасящим составом. На самолётах с 4 по 7 серии установлено 6 стационарных огнетушителей типа УБЦ-10-1. Противопожарная система имеет три очереди пожаротушения, причём первая очередь срабатывает автоматически, а вторая и третья активируются только вручную. В качестве огнегасящего состава применяется фреон 114В2.
В передней кабине имеется три переносных углекислотных огнетушителя, ещё шесть ручных огнетушителей ОФ-7 (ОР-2-6) установлены в грузовой кабине.

### Десантно-транспортное оборудование
Самолёт Ан-22 предназначен для посадочного десантирования техники с расчётами и боеприпасами; парашютного десантирования техники с расчётами, грузов и техники на платформах, личного состава; транспортных перевозок различных грузов либо стандартных контейнеров; перевозки личного состава; перевозки раненых.
В комплект оборудования самолёта входят десантные сиденья с привязными ремнями и кислородное оборудование. Для размещения личного состава в грузовой кабине между шп. № 14-35 и 53-62 установлены бортовые сиденья, а между шп. № 15-35 и 36-62 — два ряда центральных сидений. Сиденья 8-и и 10-местные. Центральных сидений — 22 штуки. На верхней палубе в кабине сопровождающих размещаются 13 человек, на нижней палубе — 15 человек. В передней части грузовой кабины — 132 человека, в задней части — 130 человек. Всего пассажиров — 290 человек. При переоборудовании в санитарный вариант лежачие раненые перевозятся на носилках (112 человек) в четыре яруса, сидячие на боковых сидениях (90 человек). Дополнительно устанавливаются медицинские столы, в районе шп. № 14 организуется перевязочное отделение. Всего в санитарном варианте можно взять 202 человека. Все обеспечиваются кислородными масками.
Комплекс бортовых погрузочно-разгрузочных средств состоит из: трап-рампы, являющейся также нижней створкой грузового люка, рольганга, четырёх монорельсовых электротельферов ЭТ-2500 грузоподъёмностью до 2500 кг, двух электрических лебёдок ЛПГ-3000А, различного такелажного и швартовочного оборудования. Наклонная трап-рампа, устанавливаемая на различных уровнях, позволяет осуществлять погрузку техники, как с земли, так и с платформы или кузова автомобиля. Электротельферы способны поднимать с земли и передвигать по фюзеляжу несамоходные грузы. С Ан-22 возможно десантировать парашютным способом технику и вооружение массой до 22 т.
Парашютное десантирование техники и грузов осуществляется на специальных платформах. Платформа вытягивается из самолёта с помощью вытяжной парашютной системы, при этом движение платформ происходит по специальному роликовому оборудованию. Оборудование для парашютного десантирования техники и грузов обеспечивает десантирование 4 платформ П-7 или 2 П-16. На П-7 может быть загружено 3750-10000 кг груза, на П-16 — 14000-21000 кг. Управление процессом сброса осуществляется штурманом или командиром корабля.
Для парашютного десантирования личного состава на борту самолёта имеется следующее оборудование:
- центральные и бортовые сиденья;
- центральные и бортовые трубы принудительного раскрытия парашютов (ПРП);
- система тросов принудительного раскрытия парашютов (2 бортовых и 2 центральных троса, тележка принудительного раскрытия парашютов);
- 2 механизма уборки вытяжных фалов парашютов из обтекателей шасси;
- ограждения выпускающего;
- транспортёр П-134Т с механизмом уборки швартовочных лямок.

Десантирование производится через рампу и (или) в дверь, в один, два или три потока. Покидание в 4 потока — с разрешения Главкома ВДВ.
Штатные грузы десантируются с помощью транспортёра П-134Т. Грузоподъёмность П-134Т — 4000 кг. Максимальный вес П-134Т с воинскими грузами — 3891 кг. Скорость грузовой цепи транспортёра — 1,1-1,3 м/с. Время от момента ухода первого груза до выхода последнего — не более 5 с.
На самолёте можно перевозить различные грузы в ящиках, тюках, бочках, контейнерах и т. п. Для швартовки груза применяются швартовочные цепи, ремни, сетки. В каркасе пола грузовой кабины между балками продольного набора на силовых кронштейнах расположены 324 гнезда для швартовочных узлов. В районе центроплана, на высоте 295 мм от теоретической линии пола, на стояках шпангоутов № 39, 44 и 49 расположены 6 гнёзд, на бимсовых балках в районе шпангоутов № 64-67 — 8 гнёзд. Гнёзда и их заделка рассчитаны на нагрузку не более 20 т по всем направлениям. В комплект швартовочного оборудования входят: 45 одинарных и 45 двойных швартовочных узлов, 20 цепей длиной 2000 мм (зелёные) и 20 цепей длиной 2700 мм (красные), 36 ремней длиной 3, 4 и 4,5 м, ремень-стяжка, швартовочные сетки (4 малые и 4 большие).
Также предусмотрена возможность перевозки грузов на внешней подвеске под крылом. Самолёты Ан-22 № 01-01 и 01-03 переоборудовались для перевозки крупногабаритных грузов на внешней надфюзеляжной подвеске.

### Аварийно-спасательное оборудование
На самолёте Ан-22 предусмотрены спасательные средства как для экипажа, так и для всех пассажиров.
Для спасения экипажа, при покидании аварийного самолёта в воздухе, служат наспинные парашюты ПНЛ-58 с аварийным запасом НАЗ-7, или С-3-3 с лодкой МЛАС-10Б, или парашют С-5К.
Для спасения экипажа над водной поверхностью служат два плота ПСН-6А.

Плоты ПСН-20А устанавливаются в зависимости от варианта применения самолёта. При посадочном десантировании 14 плотов подвешивается на каретках к монорельсам в грузовой кабине. При парашютном десантировании 7 плотов подвешиваются на створке грузолюка и 7 плотов, которые служат в качестве балласта для сохранения центровки, на монорельсах грузовой кабины. Плоты сбрасываются через люк на створке по трап-лотку. Трап-лоток ПТЛ-100А служит для пересадки людей на плоты при покидании самолёта на воде.

## Оборудование

### Электроснабжение
На Ан-22 система электроснабжения построена по двум принципиально разным схемам. На старых самолётах с первой по четвёртую серии была первичная сеть постоянного тока 28 вольт, первичная сеть переменного тока 115 вольт 400 герц и первичная сеть трёхфазного переменного тока 200 вольт.
На каждом двигателе имелось по одному генератору постоянного тока ГС-18М, одному генератору переменного тока СГО-30УРС и одному генератору ГО-16ПЧ8. В качестве резерва применялся преобразователь ПО-750. Вторичная сеть трёхфазного переменного тока 36 вольт запитывалась от двух трансформаторов Т-3/02, сеть однофазного переменного тока 36 В 400 Гц — от 3 понижающих трансформаторов ТС-1/0,25 (два рабочих и один в резерве). Для автономного питания потребителей постоянного тока служит генератор ГС-24МТВ на ВСУ ТА-4ФЕ. На приводе турбогенератора ТГ-60/2С установлен генератор ГТ-60ПЧ8АТВ, служащий одновременно источником переменного однофазного тока сети 115 В, 400Гц и трёхфазного переменного тока сети 200 В, 400 Гц. 
В качестве аварийных источников электроэнергии применяются 4 аккумуляторные батареи 20НКБН-25.
Подключение аэродромных источников переменного тока к бортсети осуществляется через разъёмы: ШРА-200ПК — для питания переменным током 115 В, ШРАП-400-3Ф — для питания переменным током 200 В и ШРАП-500 по постоянному току на правом обтекателе шасси.
На самолётах серий с 5 по 7 первичная система электроснабжения выполнена на переменном токе. В качестве источников установлено четыре (по одному на двигателях) мощных генератора ГТ-120, вторичная сеть постоянного тока запитана от выпрямительных устройств. Установлено две вспомогательные установки ТА-6А1.

### Пилотажно-навигационное оборудование
Включает прицельно-навигационный пилотажный комплекс (ПНПК) «Купол-22», бортовую навигационно-посадочную аппаратуру «Курс МП-2», автоматический радиокомпас «АРК-У2», автоматический радиокомпас АРК-11, радиовысотомер РВ-4, радиостанцию ближней навигации «РСБН-7С», радиотехническую систему дальней навигации «РСДН-3С» (впоследствии заменена на «А-711»), доплеровский измеритель скорости и угла сноса «ДИСС-013», самолётный ответчик международный «СОМ-64», самолётный дальномер «СД-67», антенно-фидерную систему «Пион-2П», систему предупреждения об облучении «Сирена-3М», аппаратуру опознавания «6202» и аппаратуру прицеливания по радиомаякам «А-811», система воздушных сигналов "СВС-ПН-15".
В составе ПНПК «Купол-22»:
- управляющий вычислительный комплекс КП-1Д на базе БЦВМ «Гном-А»
- прицельная РЛС КП-2Б
- КП-3 — РЛС предупреждения столкновения самолётов и навигации
- КЛ-3А — приёмо-ответчик вождения самолётов в боевых порядках
- КП-4 — аппаратура вождения самолётов в боевых порядках
- КП-6 — блок истинной воздушной скорости
- КП-7 — система автоконтроля комплекса

### Приборное, кислородное, фотооборудование
На самолёте в левом обтекателе шасси возможна установка одного из аэрофотоаппаратов: АФА-42/20, АФА-42/50, АФА-42/75, АФА-42/100, НАФА-МК-25. В случае установки последнего (НАФА-МК-25), который предназначен для ночной съёмки, на держатели КДЗ-226 подвешиваются осветительные бомбы ФОТАБ-100-80 (2 шт.).
Топливная аппаратура включает четыре расходомера РТМСВ-3,2-25А (по одному на двигатель) и комплексную систему программного управления и измерения запаса топлива СПУТ2-2БТ. СПУТ состоит из измерительной части, включающей 36 ёмкостных датчиков в баках самолёта, электронных блоков измерения, преобразования и управления, 4 указателей.
Система питания анероидно-мембранных приборов состоит из отдельных магистралей полного и статического давлений, питающихся от трёх бортовых приёмников полного давления ППД-1В, двенадцати приёмников статического давления и двух резервных статических приёмников. На самолёте установлена централизованная система воздушных сигналов СВС-ПН-15-3.
Гировертикали типа ЦГВ-10.
Средства объективного контроля — трёхкомпонентный барометрический самописец К3-63 и регистратор полётных данных МСРП-12-96.
Другие системы приборного оборудования и приборы:
- Автомат углов атаки и перегрузок АУАСП-17КР
- Электрический указатель поворота ЭУП-53
- Авиагоризонт АГБ-3К
- Навигационно-пилотажный прибор НПП (3 шт.)
- Контрольно-пилотажный прибор КПП (3 шт.)
- Индикатор курсовых углов ИКУ-1А
- Комбинированный указатель скорости КУС-1200 (4 шт.)
- Двухстрелочный высотомер ВД-10К (5 шт.)
- Вариометр ВАР-30МК
- Указатель углов тангажа УУТ-1060Б
- Указатель положения рычагов топливных агрегатов УПЭС-5 (2 к-та)
- Термометр выходящих газов 2ТВГ-364-5 (2 к-та)
- Двухстрелочный указатель высоты и перепада давлений УВПД-15 (3 шт.)
- Сдвоенный универсальный электрический термометр сопротивления 2ТУЭ-111

и др.
Кислородная система самолёта состоит из 4-х групп шаровых кислородных баллонов, каждый ёмкостью 12 литров медицинского кислорода под давлением 150 кг/см². Первая и вторая группа по 8 баллонов предназначена только для членов экипажа, третья и четвёртая группа по 6 баллонов каждая предназначена для людей в кабине сопровождающих.
Также в комплект оборудования самолёта входят: 7 кислородных приборов КП-24М (6 для экипажа в передней кабине и один в грузовой кабине для старшего бортового техника по ДО), 14 кислородных приборов КП-56Т коллективного пользования — комплектов кислородного оборудования для пассажиров, десантников и раненых (ККО-ПРД-Т), 2 переносных кислородных прибора КП-19 с баллонами КБ-2 для экипажа, 5 переносных кислородных прибора КП-21 с баллонами КБ-2 для людей, размещённых в грузовой кабине и в кабине сопровождающих, 4 комплекта шлангов перемещения КШП для людей, находящихся в грузовой кабине и 7 парашютных кислородных приборов КП-23 для каждого члена экипажа.

### Радиооборудование
- две командные МВ-ДМВ радиостанции Р-862 «Журавль-30» (на первых сериях Р-802)
- две коротковолновые радиостанции Р-847ЭТ «Призма»
- средневолновый передатчик «Пеленг»
- КВ и СВ приёмник Р-876ЭТ «Комета»
- самолётное переговорное устройство СПУ-8 (на первых сериях СПУ-7)
- аварийная радиостанция Р-851
- магнитофон МС-61Б с двумя записывающими аппаратами
- магнитный самописец основных параметров полёта МСРП-12-96 (на самолётах 1-5 серий) или МСРП-64 (на самолётах 6-7 серий)
- аппаратура кодовой связи «19-18»
- самолётный дозиметр ДП-3Б.

## Вооружение
На самолёте предусмотрена установка кассетных бомбодержателей КДЗ-226, для подвески бомб калибра 100, 250 и 500 кг. Также, на эти держатели подвешиваются сбрасываемые радиомаяки. Для прицельного сброса используется ночной коллиматорный бомбовый прицел НКПБ-7.
Для постановки пассивных помех[каких?] на самолёт устанавливается комплект держателей КДС-16ГМ.

## Модификации
Всего с 1965 по 1975 год включительно было построено 68 самолётов Ан-22 и Ан-22А с первой по седьмую серию, включая прототип и планер для прочностных испытаний.
- первая серия — 10 самолётов Ан-22, с 1965 по 1969 год.
- вторая серия — 10 самолётов Ан-22, с 1969 по 1970 год.
- третья серия — 10 самолётов Ан-22, с 1970 по 1971 год.
- четвёртая серия — 10 самолётов Ан-22, с 1971 по 1973 год.
- пятая серия — 10 самолётов Ан-22А, с 1973 по 1974 год.
- шестая серия — 10 самолётов Ан-22А, с 1974 по 1975 год.
- седьмая серия — 8 самолётов Ан-22А, все в 1975 году.

| Название модели        | Краткие характеристики, отличия. |
| ---------------------- | --- |
| Ан-22                  | Базовый вариант самолёта с первой по четвёртую серии, включая прототип 01-01 и планер для статиспытаний 01-02. Строились серийно с 1966 по 1973 год. В н.в. ни один самолёт не эксплуатируется: 01-01 на хранении, 01-03 и 02-09 экспонаты, 4 машины разбиты в авариях и катастрофах, остальные все порезаны. |
| Ан-22 «амфибия»        | Самолёт разрабатывался в начале 1960-х гг. Предназначался для десантирования грузов (в том числе на воду), постановки мин, спасательных операций, снабжения подводных лодок а также для ПЛО. Предполагалось оснастить фюзеляж килеватой мореходной частью с реданом, носовой водной лыжей и двумя подводными крыльями в качестве основных опор шасси. Были изготовлены модели 1:20 и проведено их испытание в гидроканале ЦАГИ. На этом этапе работы по амфибии были прекращены. |
| Ан-22А                 | Самолёт с увеличенной до 80 т коммерческой нагрузкой и взлётной массой 250 т (проект). Планировалось усилить конструкцию и форсировать двигатели до 18 000 л. с. Разрабатывался в 1966 году. |
| Ан-22А                 | Самолёты с 5 по 7 серию, отличались существенными конструктивными усовершенствованиями в системе управления, электроснабжения, топливной и других системах. Всего построено 28 (29) самолётов с 1973 по 1975 год включительно. Первая опытная машина пятой серии (она проходит как Ан-22 без буквы А) 05-01 зав № 03340501 при испытаниях потерпела катастрофу. Также под индексом Ан-22А значится прототип зав. № 9340203, затем он переделан в самолёт-лабораторию по отработке систем самолёта Ан-124. По состоянию на первую половину 2018 года 4 самолёта эксплуатируются, 10 находится на хранении, 4 разбито, 1 памятник, остальные порезаны. |
| Ан-22ПЗ («перевозчик») | Самолёт для перевозки крупногабаритных деталей Ан-124 и Ан-225 на внешней подвеске. В 1980—1983 годах переоборудовано 3 самолёта. |
| Ан-22ПС                | Поисково-спасательный. Разрабатывался в 1967 году. |
| Ан-22ПЛО               | Сверхдальний маловысотный самолёт противолодочной обороны с ядерной силовой установкой. Разрабатывался согласно постановлению ЦК КПСС и СМ СССР от 26/10/1965 в ОКБ О. К. Антонова на базе Ан-22. Его силовая установка включала разработанный под руководством А. П. Александрова малогабаритный реактор с биозащитой, распределительный узел, систему трубопроводов и специальные ТВД конструкции H. Д. Кузнецова. Hа взлёте и посадке использовалось обычное топливо, а в полёте работу СУ обеспечивал реактор. Расчётную продолжительность полёта определили в 50 часов, а дальность полёта — 27 500 км. В 1970 году Ан-22 № 01-06 был оборудован точечным источником нейтронного излучения мощностью 3 кВт и многослойной защитной перегородкой. Позже, в августе 1972 года, на самолёте № 01-07 установили небольшой атомный реактор в свинцовой оболочке. |
| Ан-22Р                 | Носитель авиационно-ракетного комплекса баллистических ракет воздух-поверхность. Разрабатывался в 1969—1970 годах. |
| Ан-22Ш                 | Самолёт с расширенным за центропланом фюзеляжем до 9,6 м. |
| Ан-122                 | Самолёт с увеличенной до ста двадцати тонн коммерческой нагрузкой и дальностью полёта 2500 км. При разработке «Антея» рассматривался и пассажирский вариант самолёта. Фюзеляж предполагали удлинить на 15 м и организовать в нём двухпалубный салон на 724 пассажира с кинозалом, баром, комнатой матери и ребёнка и спальными купе. Хотя этот вариант так и остался на бумаге (во многом из-за очень сильных вибраций, делавших перелёт пассажиров некомфортным), но один из «Антеев» 81-го ВТАП осенью 1972 года выполнил «пассажирский» рейс: эвакуируя советский персонал из Египта, он взял на борт семьсот человек (именно столько, сколько и обещал Антонов на парижском салоне 1965 года). |
| Ан-122-КС              | Топливозаправщик на базе Ан-122. |

## Основные эксплуатанты
- Россия — 4 Ан-22А (RF-09309, RA-09329, RA-09341 и RA-09342) по состоянию на 2024 год[8]. 2 единицы на хранении (RA-08830 и RA-09344). Все базировались в Тверской области на аэродроме Мигалово.
- Украина: Авиалинии Антонова — 1 Ан-22 (UR-09307) в ремонте, по состоянию на январь 2021 года. Серьёзно повреждён в 2022 году в ходе боёв в районе аэродрома Гостомель, по состоянию на 2022 год оценивалась техническая целесообразность его восстановления[9]. 1 единица на хранении в музее (СССР-56391).

## Эксплуатация
Ан-22 эксплуатировались в полках 12-й авиационной Мгинской Краснознаменной дивизии дальнего действия, с базированием в Иваново (81-й военно-транспортный авиационный полк) и Сеще (566-й военно-транспортный авиационный полк). Затем самолёты поступили для эксплуатации в 8-й военно-транспортный авиационный полк на аэродроме Мигалово (Тверь). В дальнейшем 8 ВТАП был переформирован в 76-ю гвардейскую Ленинградскую Краснознамённую отдельную военно-транспортную эскадрилью; это подразделение оставалось единственным в стране, на вооружении которого были Ан-22 до 2009 года. В 2009 году на аэродроме Мигалово сформирована 6955-я авиационная база 1-го разряда (ВТА).
Самолёты Ан-22 активно применялись в начальный период для доставки грузов при ведении боевых действий в Афганистане (аэр. Кабул, Кандагар, Баграм), было совершено около 400  рейсов, при ликвидации аварии на Чернобыльской АЭС (аэр. Борисполь и Чернигов), при ликвидации последствия землетрясения в Армении. Также на Ан-22 возили грузы в Эфиопию, Ливию, Анголу, авиационные салоны в Ле-Бурже и Фарнборо. С распадом СССР и возникновением многочисленных межнациональных конфликтов Ан-22 неоднократно задействуются при перевозке войск и вывозу беженцев. В период с 1992 по 1995 год на этих самолётах выполнена огромная работа по выводу Западной группы войск (ЗГВ, также СЗГВ) из стран восточной Европы и ближнего зарубежья. И в дальнейшем Ан-22 активно применяются при транспортных перевозках как по нашей стране, так и за рубежом.
Также Ан-22 летали в коммерческих авиакомпаниях «Sigi Air Cargo» (1 самолёт LZ-SGB/6340103 был взят в лизинг на год в КБ Антонова), «Air Sofia Cargo» (1 самолёт LZ-SFD/6340103 был взят в лизинг на год в КБ Антонова), «Авиалинии Антонова» («Авиант», ранее структурное подразделение АНТК «Антонов») — было всего четыре машины Ан-22, включая первый прототип зав. № 01-01.
По состоянию на 2010 год эксплуатировалось 7 самолётов Ан-22 (шесть в России и один на Украине), и ещё 18 находилось на хранении. В России по состоянию на 2011 год: RA-09342, RA-09328, RA-09329, RA-08832, RA-09309, RA-09344.
Назначенный ресурс самолёта Ан-22 — 26 лет, 2500+100 посадок, 6500 часов. Однако уже через 2 года после окончания постройки последнего серийного самолёта на заводе-изготовителе были разобраны стапеля и оснастка, что в дальнейшем создавало огромные сложности при ремонте планера самолётов, повреждённых в эксплуатации. Также качество новых самолётов, изготовленных в Ташкенте, было на редкость низким — приёмка каждого самолёта затягивалась на 2-3 месяца, при этом обнаруживалось до 1000 недостатков.
Комплексные тренажёры лётного состава КТС-8 поступали в части с большим опозданием (3-5 лет после начала эксплуатации самолёта)
Предварительная подготовка самолёта к вылету вначале занимала двое суток составом в 19 человек. В дальнейшем трудозатраты были доведены до приемлемых величин (5,5 часов, 9 человек). Средний налёт на один отказ составляет 47 часов.
В конце июня 2024 года в СМИ появилась информация о том, что последние экземпляры Ан-22 летавшие в ВТА России, будут в скором времени выведены из эксплуатации в связи с насыщением парка самолётами типа Ил-76 и предельным возрастом: более 50 лет (что не гарантирует безопасность полётов). 16 августа 2024 состоялся последний рейс одного из Ан-22: вылетевший с аэродрома Мигалово борт RF-09309 приземлился в Екатеринбурге и будет переоборудован в музейный экспонат.  

### Катастрофы и аварии
В процессе эксплуатации Ан-22 «Антей» в катастрофах и авариях потеряно девять машин.

## Технические характеристики
Источник данных: 

Технические характеристики
- Экипаж: 5-7 человек
- Пассажировместимость: 28 человек, сопровождающих груз, или 290 солдат или 202 раненых или 150 парашютистов-десантников
- Грузоподъёмность: до 80 000 кг
- Длина: 57,31 м
- Размах крыла: 64,40 м
- Высота: 12,53 м
- Площадь крыла: 345 м²
- Масса пустого: 118 727 кг
- Масса снаряжённого: 120 000 кг
- Нормальная взлётная масса: 205 000 кг
- Максимальная взлётная масса: 227 000 кг
- Масса топлива во внутренних баках: 96 000 кг
- Силовая установка: 4 × ТВД НК-12МА
- Мощность двигателей: 4 × 15 265 л. с. (4 × 11 227 кВт)
- Воздушный винт: АВ-90
- Диаметр винта: 6,20 м

Лётные характеристики
- Максимальная скорость: 650 км/ч
- Крейсерская скорость: 560 км/ч
- Практическая дальность: 5225 км
- Перегоночная дальность: 8500 км
- Практический потолок: 9000 м
- Длина разбега: 1460 м
- Длина пробега: 800—1040 м